# Cleora sidamo
Cleora sidamo är en fjärilsart som beskrevs av Claude Herbulot 1977. Cleora sidamo ingår i släktet Cleora och familjen mätare. Inga underarter finns listade i Catalogue of Life.